# حبل ظهري
الحبل الظهري (بالإنجليزية: Notochord)‏

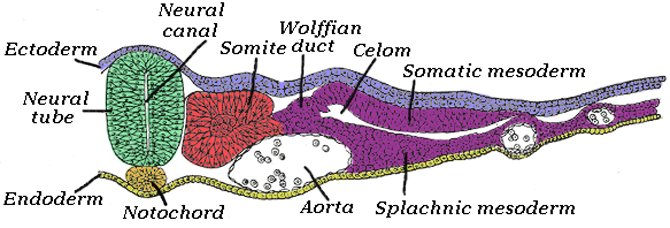
الحبل الظهري

هو قضيب مرن على شكل جسم أنبوبي يوجد في أجنة كل الحبليات، وهي تتكون من خلايا مشتقة من الأديم المتوسط، ويكون موقعه محوري في الجنين، في بعض الحبليات يستمر الحبل الظهري طوال فترة حياة الكائن، بينما في معظم الحبليات يتحول إلى عمود فقري، ويمتد داخل الحبل الظهري حبل عصبي يسمى النخاع الشوكي.

## الوظيفة
الحبل الظهري هو أول ركيزة تقوم بدعم الجسم في الحبليات، حيث تقوم بوظيفة الدعم ومرونة الجسم وسهولة الحركة.
ويقوم بعملية حماية الأنبوب العصبي الذي يكون داخله أو فوقه في بعض الكائنات.
وهذه الأيام يملك جنين الفقاريات حبل ظهري ويقوم بوظيفة الدعم والنمو حتى يختفي عند الطور البالغ من الحيوان الفقاري، ويتحول الحبل الظهري إلى فقرات في فقاريات رباعية الأطراف .

## تطور الحبل الظهري
الحبل الظهري هي السمة المميزة للحبليات ، وهو موجود في جميع مراحل الحياة لكثير من الحبليات .
وكان يعتقد أن الحبل الظهري كان متماثلا في الحبليات ونصف الحبليات ، لكن ينظر إليهما الآن على انهما متقاربان بالشكل .
وظهر الحبل الظهري لأول مرة في بيكايا الذي ظهر بالعصر الكمبري ، وفي عصر أردوفيسي احتوت المحيطات على أنواع مختلفة من الأسماك اللافكيات التي تحتوي حبل ظهري ، وقد تكون مرتبطة بعناصر عظمية أو من دون عظام . مثل قوقعيات الأدمة .
ثم تطور الحبل الظهري إلى عمود فقري في الأسماك الغضروفية ثم الأسماك العظمية ، مع بقاء الأنواع الغير متطورة إلى عمود فقري .

## بناء الحبل الظهري
يتكون الحبل الظهري أساساً من بروتين سكري ، وغلاف خارجي مكون من ألياف كولاجين ، الزاوية بين هذه الألياف تحدد الضغط الداخلي الذي يحدد الاستطالة أو التمدد أو السماكة .

## نمو الحبل الظهري بالإنسان
أثناء الحمل عند المرأة يتطور الحبل الظهري للجنين إلى عمود فقري وذلك كالتالي :
- اليوم 16 للحمل يتكون قناة حبلية
- اليوم 17 للحمل يتكون لوح حبلي
- اليوم 18 للحمل يتكون حبل ظهري وهو بداية تكون العمود الفقري

## معرض صور

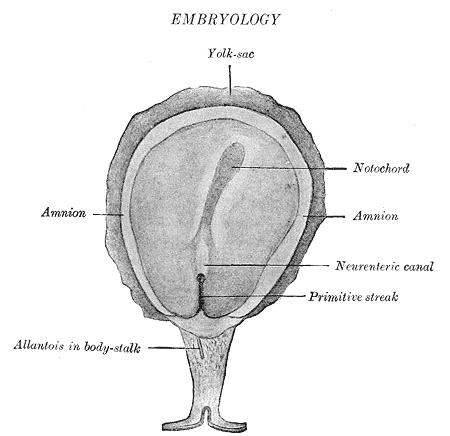
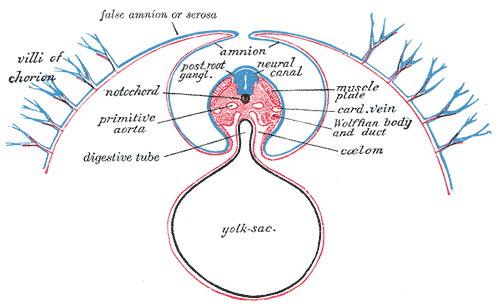
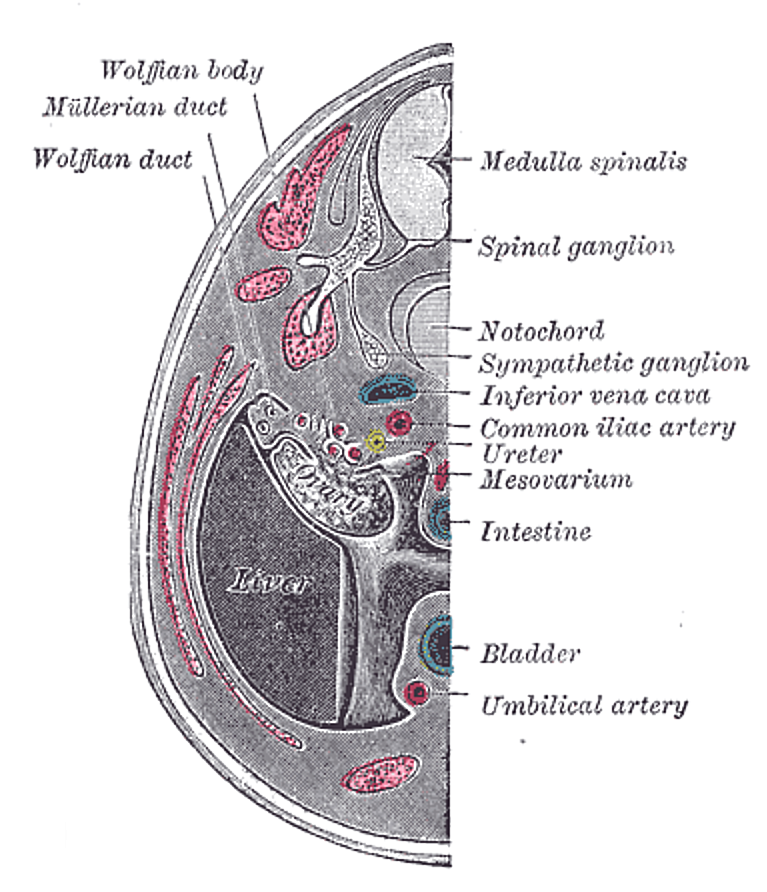
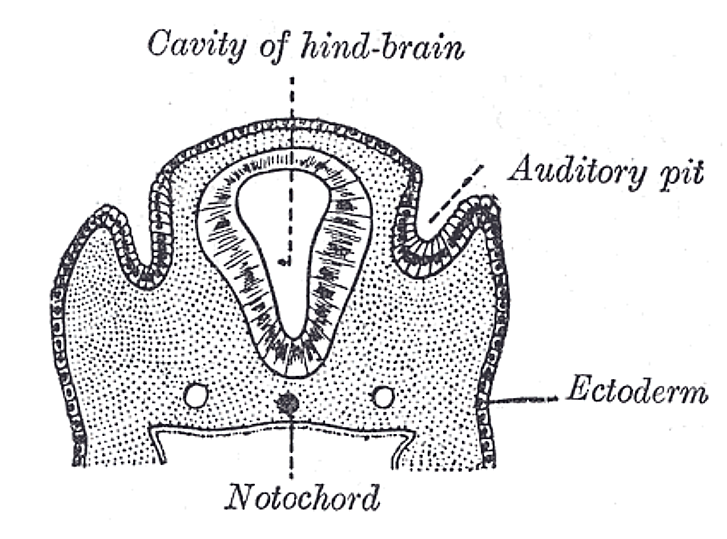